# Memphis (Missouri)
Memphis és una població dels Estats Units a l'estat de Missouri. Segons el cens del 2000 tenia 2.061 habitants.

## Demografia
Segons el cens del 2000, Memphis tenia 2.061 habitants, 888 habitatges, i 523 famílies. La densitat de població era de 506,9 habitants per km².
Dels 888 habitatges en un 25,9% hi vivien nens de menys de 18 anys, en un 47% hi vivien parelles casades, en un 9,2% dones solteres, i en un 41,1% no eren unitats familiars. En el 36,8% dels habitatges hi vivien persones soles el 21,7% de les quals corresponia a persones de 65 anys o més que vivien soles. El nombre mitjà de persones vivint en cada habitatge era de 2,18 i el nombre mitjà de persones que vivien en cada família era de 2,87.
Per edats la població es repartia de la següent manera: un 23% tenia menys de 18 anys, un 7,8% entre 18 i 24, un 21,6% entre 25 i 44, un 19,1% de 45 a 60 i un 28,5% 65 anys o més.
L'edat mediana era de 43 anys. Per cada 100 dones de 18 o més anys hi havia 73,6 homes.
La renda mediana per habitatge era de 24.508 $ i la renda mediana per família de 33.750 $. Els homes tenien una renda mediana de 21.947 $ mentre que les dones 17.134 $. La renda per capita de la població era de 16.220 $. Entorn del 15,2% de les famílies i el 17,6% de la població estaven per davall del llindar de pobresa.

## Poblacions més properes
El següent diagrama mostra les poblacions més properes.